# Alba Berlin
Alba Berlin is een Duitse basketbalclub uit Berlijn. De club speelt zijn thuiswedstrijden in de Mercedes-Benz Arena, dat plaats biedt aan 14.500 mensen. 

## Geschiedenis
De club stamt oorspronkelijk af van BG Charlottenburg, dat in 1989 werd opgericht. Toen het recycle-bedrijf Alba AG in 1991 een sponsordeal met de club afsloot werd Alba Berlin opgericht. In 1995 won Alba de Korać Cup door in de finale over twee wedstrijden van Stefanel Milano uit Italië te winnen.

## Erelijst
- Duits landskampioen: 1997, 1998, 1999, 2000, 2001, 2002, 2003, 2008, 2020, 2021, 2022
- Duits bekerwinnaar: 1997, 1999, 2002, 2003, 2006, 2009, 2013, 2014, 2016, 2020, 2022
- Duitse supercup: 2008, 2013, 2014
- Korać Cup: 1995
- EuroCup: -
  - Finalist: 2010, 2019

## Coaches
- Svetislav Pešić: (1993–2000)
- Emir Mutapčić: (2000–2005)
- Henrik Rödl: (2005–2007)
- Luka Pavićević: (2007–2011)
- Muli Katzurin: (2011)
- Gordon Herbert: (2011–2012)
- Saša Obradović: (2012–2016)
- Ahmet Çakı: (2016–2017)
- Aíto García Reneses: (2017–2021)
- Israel González: (2021–heden)

## Bekende (oud)-spelers
- Ferdinand Zylka
- Geert Hammink
- Jonathan Tabu
- Vasili Karasjov
- Ruben Boumtje-Boumtje

- Carl English
- Mike Whitmarsh
- Deon Thompson
- Spencer Butterfield
- Clifford Hammonds

- Michael Bradley

#### Teruggetrokken nummers
De volgende nummers worden uit eerbetoon aan deze voormalige spelers niet meer gebruikt:
- 04 –  Henrik Rödl (1993–2004)
- 10 –  Wendell Alexis (1996–2002)